# Chile nos Jogos Sul-Americanos
O Chile é uma das nações que se fizeram presentes nos Jogos Sul-Americanos desde a primeira edição deste evento, em La Paz-1978. Seu histórico de participações o coloca no bloco médio-alto no quadro geral de medalhas.
O país é representado nos Jogos Sul-Americanos pelo Comitê Olímpico do Chile, tendo sido anfitrião deste evento por duas vezes em sua capital, Santiago (nos anos de 1986 e 2014).

## Delegação
Nos Jogos Sul-Americanos de 2014, o Chile teve a maior delegação de sua história neste evento, no total de 589 atletas. Nesta mesma edição dos Jogos, o país foi quem levou o maior número de desportistas, dentre as catorze nações presentes.

## Quadro de medalhas
Segue-se, abaixo, o histórico do Chile nos Jogos Sul-Americanos.
| Ano   | Nação     | Cidade       | Posição | Ouro | Prata | Bronze | Total |
| 1978  | Bolívia   | La Paz       | 2/8     | 31   | 25    | 20     | 76    |
| 1982  | Argentina | Rosario      | 2/10    | 37   | 51    | 47     | 135   |
| 1986  | Chile     | Santiago     | 2/10    | 50   | 66    | 60     | 176   |
| 1990  | Peru      | Lima         | 3/10    | 40   | 38    | 60     | 138   |
| 1994  | Venezuela | Valencia     | 5/14    | 16   | 20    | 37     | 73    |
| 1998  | Equador   | Cuenca       | 6/14    | 29   | 54    | 46     | 129   |
| 2002  | Brasil    | Brasil       | 4/14    | 24   | 41    | 46     | 111   |
| 2006  | Argentina | Buenos Aires | 5/15    | 37   | 42    | 58     | 137   |
| 2010  | Colômbia  | Medellín     | 5/15    | 25   | 32    | 52     | 109   |
| 2014  | Chile     | Santiago     | 5/14    | 27   | 52    | 50     | 129   |
| 2018  | Bolívia   | Cochabamba   | 5/14    | 38   | 34    | 60     | 132   |
| 2022  | Paraguai  | Assunção     |         |      |       |        |       |
| Total | Total     |              |         | 354  | 455   | 536    | 1345  |

## Desempenho
Sendo vice-campeão por três vezes consecutivas (1978, 1982 e 1986), o Chile tem nestas edições dos Jogos a sua melhor classificação final deste evento. O maior número de medalhas de ouro (50), bem como o de pódios conquistados (176), se deram quando o país foi anfitrião em 1986.
No quadro geral de medalhas, a pior participação chilena ocorreu na edição de Cuenca-1998, quando terminou em sexto lugar. Por sua vez, o menor número de medalhas conquistadas por este país foi registrado em Valencia-1994 (com um total de 73 pódios).